# Columbia University
Columbia University er et af de otte Ivy League-universiteter og ligger på Manhattan i New York. Universitetet stammer fra 1754, da det åbnede under navnet King's College, men det skiftede navn efter USA's uafhængighedskrig. Hovedparten af universitetet ligger i bydelen Morningside Heights mellem Upper West Side og Harlem og optager mere end 6 blokke. 
Columbia Business School, den del af Columbia University med fokus på erhvervsrettede uddannelser, har siden introduktionen af deres Master of Business Administration program (MBA) i 1945, kontinuerligt forbedret og udbygget deres position i verdenseliten.